# Juan Manuel Cañizares

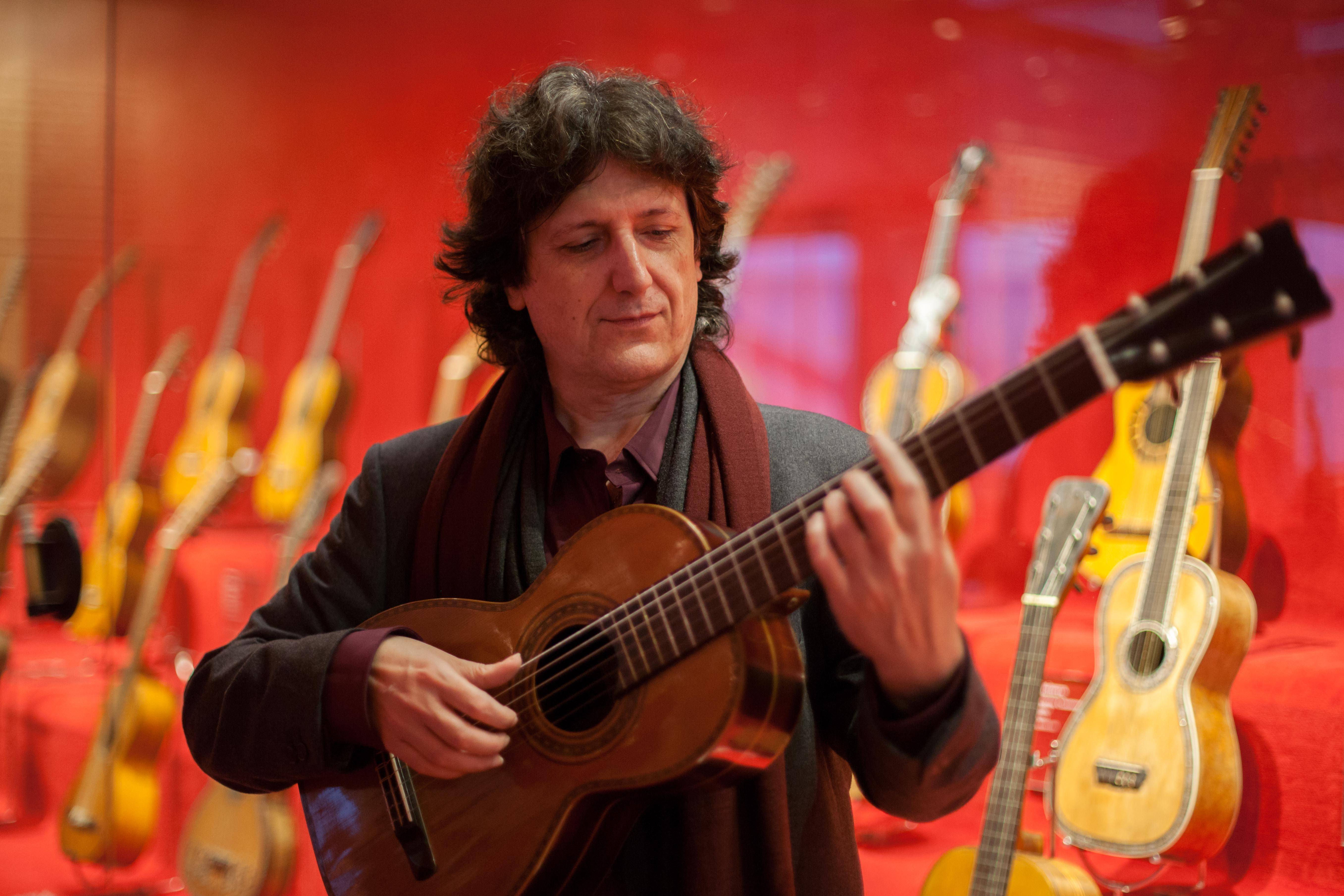
Juan Manuel Cañizares

Juan Manuel Cañizares (Sabadell, 1966) és un guitarrista de flamenc i nou flamenc. Ha rebut el Premi Nacional de Guitarra (1982), el Premi de la Música al Millor Intèrpret de Música Clàssica (2008) i el Premio Nacional de Música 2023, en la modalitat d'interpretació.

## Biografia
Va néixer al barri de Ca n'Oriac de Sabadell. El 1982, va guanyar el primer premi en el Certamen Nacional de Guitarra de Jerez. Entre aquest any i el 1989 va col·laborar amb músics principalment del flamenc i el jazz: Enrique Morente, Camarón de la Isla, María Pagés, Pepe de Lucía, Joan Manuel Serrat, Alejandro Sanz, Rocío Jurado, Peter Gabriel, Al DiMeola, Mike Stern, Peter Erskine, Vince Mendoza, Michael Brecker, Marc Almond, La Fura dels Baus i The Chieftains entre d'altres. El 1989, va realitzar una gira amb el grup de pop El Último de la Fila.
En aquest any Cañizares va entrar a formar part del grup de Paco de Lucía, on va romandre deu anys i va actuar en molts països. Igualment va participar en l'enregistrament del disc de Paco de Lucía Concierto de Aranjuez. Cañizares ha col·laborat en un gran nombre d'enregistraments i ha editat sis discos com a solista.
El 2011, Cañizares va interpretar el Concierto de Aranjuez sota la direcció de Sir Simon Rattle amb l'Orquestra Filharmònica de Berlín en el seu Concert Europeu celebrat al Teatre Real de Madrid, Espanya i 
Des de l'any 2003, és mestre de guitarra flamenca a l'Escola Superior de Música de Catalunya.
Va ser distingit amb el Premio Nacional de Música del 2023, atorgat pel Ministeri de Cultura i Esport d'Espanya, en la modalitat d'interpretació.

## Discografia pròpia

### Discos com a solista
- Noches de Imán y Luna (1997).
- Original Transcription of Isaac Albéniz (1999).
- Punto de Encuentro (2000).
- Suite Iberia - Albéniz por Cañizares (2007).
- Cuerdas del Alma (2010).
- Goyescas - Granados por Cañizares (2012).

### Col·laboracions
- El Último de la Fila: Cuando la pobreza entra por la puerta, el amor salta por la ventana (1985).
- El Último de la Fila: Nuevas Mezclas (1987).
- El Último de la Fila: Como la Cabeza al Sombrero (1988).
- Camarón de la Isla: Autorretorato (1990).
- Jesús Heredia con Juan Manuel Cañizares: Una Antigua Voz sin Hora (1991).
- Morenito de Illora con Juan Manuel Cañizares: Morenito de Illora con Cañizares (1991).
- Diego Carrasco: A tiempo (1991).
- Paco de Lucía: Concierto de Aranjuez (1991).
- El Potito: Macandé (1992).
- A Week in the Real World Part 1 (1992).
- Marelú: Fiesta en el Cielo con Camarón (1992).
- Carlos Saura: Sevillanas (1992).
- Albert Pla: No solo de Rumba Vive el Hombre (1992).
- La Lola se va a los Puertos (Banda sonora de la película) (1993).
- Jazzpaña (1993).
- Los Jóvenes Flamencos vol.III (1994).
- Sal Marina: Callejón de los Trapos (1995).
- Carlos Saura: Flamenco (Banda sonora de la película) (1995).
- Niña Pastori: Entre Dos Puertos (1995).
- Niña Pastori: Tú me Camelas (single) (1996).
- Enrique Morente: Omega (1996).
- Pepe de Lucía: El Orgullo de mi Padre (1996).
- Los Jóvenes Flamencos vol.V (1996).
- salvador Niebla: Azul (1997).
- Malú: Aprendiz (1998).
- Los Jóvenes Flamencos vol.VI (1996).
- María Serrano: Mi Carmen Flamenca (1998).
- Enrique Morente: Morente Lorca (1998).
- Manzanita: Por tu Ausencia (1998).
- Enrique Morente: De Granada a la Luna (1998).
- Niña Pastori: Eres Luz (1998).
- Carlos Núñez: Os Amores Libres (1999).
- Carlos Cano: De lo Perdido y Otras Coplas (2000).
- Es Flamenco Es (2000).
- Duquende: Samaruco (2000).
- Kepa Junkera: Maren (2001).
- Estrella Morente: Calle del Aire (2001).
- Marina Heredia: Me Duele, Me Duele (2001).
- Crónicas Marcianas: Las 101 Canciones más Flamencas (2001).
- Cantan las Guitarras (2001).
- Chanson Flamenca (2001).
- Flamenco Passion Duende & Fiesta (2002).
- Mucho Flamenco (2002).
- Remedios Amaya: Sonsonate (2002).
- Hevia: Étnico ma non Troppo (2003).
- Con Poderío Nuestro Mejor Flamenco (2003).
- Unity (CD Oficial de Juegos Olímpicos de Atenas 2004) (2004).
- Curro Piñana: De la Vigilia al Alba (2004).
- Neruda en el Corazón (2004).
- Camarón de la Isla: Alma y Corazón Flamencos (2004).
- Carmen París: La Jotera lo Serás Tú (2005).
- Enrique Morente: Enrique Sueña la Alhambra (2005).
- José Mercé: Lo que no se da (2006).
- Manu Tenorio: Entenderás (2006).
- Malú: Desafío (2006).
- Franc O'Shea: Alkimia (2006).
- Carlos Núñez: Cinema do MAr (2007).
- José Mercé: Grandes Éxitos (2007).
- Malú: Gracias (2007).
- Peter Gabriel: Big Blue Ball (2008).
- Mauricio Sotelo: Como Llora el Agua (2008).
- Los 100 mejores Flamencos (2010).